# Grad Graben
Grad Graben (nemško  Schloss Graben) je srednjeveški grad, ki je bil v začetku 16. stoletja prezidan v sedanjo obliko. Nahaja se na desnem bregu reke Krka 2 km od Novega mesta, med vasmi Ragovo in Krka. Sedaj je v precej razpadajočem stanju.  Stolpasti grad je bil izvorni grad plemiškega rodu vitezov Grabenskih s Kamna.

## Zgodovina
Zgodovinar Janez Vajkard Valvasor v svojem delu »Slava Vojvodine Kranjske« navaja, da je stolpast grad Graben posredno omenjen preko dveh vitezov bratov  Konrada in Grimoald iz Grabna, ki naj bi živela okoli leta 1170. Nadalje Valvasor navaja, da je bil okoli leta 1330 lastnik gradu Ulrik II. Grabenski. S smrtjo Ruperta IV. Grabenskega leta 1468, zadnjega moškega člana rodbine kranjske (osnovne) veje Grabenskih, je grad prešel v last koroške veje Grabenskih. Tako je bilo gospostvo in grad Graben do 1507 v posesti Vergila Grabenskega (Virgil von Graben), nakar po njegovi smrti preide v roke bratrancev iz štajerske linije Grabenskih iz Kornberga – bratov Andreja, Viljema in Wolfganga Grabenskih.
Grad in gospostvo Graben je od leta 1510  pripadalo Juriju pl. Mordaxu. Vitezi Mordaxi so stolpasti grad dogradili s treh strani in ga utrdili s krožnim obzidjem. Zgradba je bila družinski sedež te rodbine do začetka 18. stoletja. Takrat ga je pred letom 1709 kupil grof Sigfrid Baltazar Gallenberg. Dvajset let kasneje so gospoščino združili z gospostvom Grm in Zaboršt. Leta 1751, je posest prešla na barona Michelangela Zois Edelsteinskega, katerih dediči so grad leta 1810 prodali Čehu Antonu Smoli in njegovi ženi Klari. Zadnji privatni lastnik do druge svetovne vojne je družina Jalen iz Kranjske gore. Ta je zgradbo predelala v enonadstropno poslopje s piramidasto streho in kamnitim, s stebri podprtim balkonom, kjer so danes stanovanja, last Kmetijske zadruge Krka. Danes je graščina v privatnih rokah podjetja Agroma TS.